# Ooops
«Ooops» corresponde al nombre del sencillo lanzado al mercado en abril de 1991 por la banda 808 State en la cual se encontraba Graham Massey. El sencillo pertenece al álbum Ex:El y en él participa la cantante islandesa Björk con dos canciones: “Qmart” y “Oops”. En esta oportunidad sólo está presente como vocalista para “Ooops” y la actuación en vivo de “808091”.

## Lista de canciones (CD 1)
1. «Oops» - (4:39) (muestra MP3 (enlace roto disponible en Internet Archive; véase el historial, la primera versión y la última).)
2. «Ski Family» - (5:07)
3. «80809» - (4:55) En vivo

## Lista de canciones (CD 2)
Vocalista Björk en ambas pistas.
1. «Oops» - (3:21) - Utsula head remix
2. «Oops» - (4:23) - Mellow birds remix

## Lista de canciones (CD 3)
Vocalista Björk en ambas pistas.
1. «Oops» - (3:46) - Mellow birds remix - Edición DJ
2. «Oops» - (4:23) - Utsula head remix